# Novomîhailivka, Dobrovelîcikivka
Novomîhailivka (în ucraineană Новомихайлівка) este un sat în comuna Fedorivka din raionul Dobrovelîcikivka, regiunea Kirovohrad, Ucraina.

## Demografie
Componența lingvistică a localității Novomîhailivka
     Ucraineană (80%)
     Rusă (20%)
Conform recensământului din 2001, majoritatea populației localității Novomîhailivka era vorbitoare de ucraineană (80%), existând în minoritate și vorbitori de rusă (20%).